# 'A paggella/Attenti a quei due
'A paggella/Attenti a quei due, pubblicato nel 1977, è un singolo del cantante italiano Mario Trevi.

## Descrizione
Il disco contiene due brani inediti di Mario Trevi. I brani rientrano nei generi cosiddetti di giacca e di cronaca, ritornati in voga a Napoli durante gli anni settanta, che faranno rinascere il genere teatrale della sceneggiata. Nel 1977, scritta da Francesco Martinelli, Mario Trevi porterà in teatro la sceneggiata 'A paggella, ispirata dal brano omonimo. L'anno successivo la sceneggiata viene portata al cinema. Nel 1978 nasce il film La pagella, con Mario Trevi, Marc Porel, Marisa Laurito, Rosalia Maggio e Beniamino Maggio.

## Tracce
Lato A
- 'A paggella (Moxedano-Iglio)

Lato B
- Attenti a quei due (Moxedano-Iglio)

## Incisioni
Il singolo fu inciso su 45 giri, con marchio Presence (PLP 5103).
Direzione arrangiamenti: M° Tony Iglio.